# Šimon II. (opat)
Šimon II. (opat) OPraem. byl římskokatolický kněz, premonstrátský kanovník a v letech 1428–1441 opat kanonie v Zábrdovicích.
Opatem v Zábrdovicích byl třináct let, především v závěru husitských válek. Začal v obnově vypáleného kláštera, peníze na opravy však sháněl velmi těžko, práce proto pokračovaly pomalu. Během této doby byly dokonce některé klášterní budovy rozkradeny.